# Moto Guzzi Normale

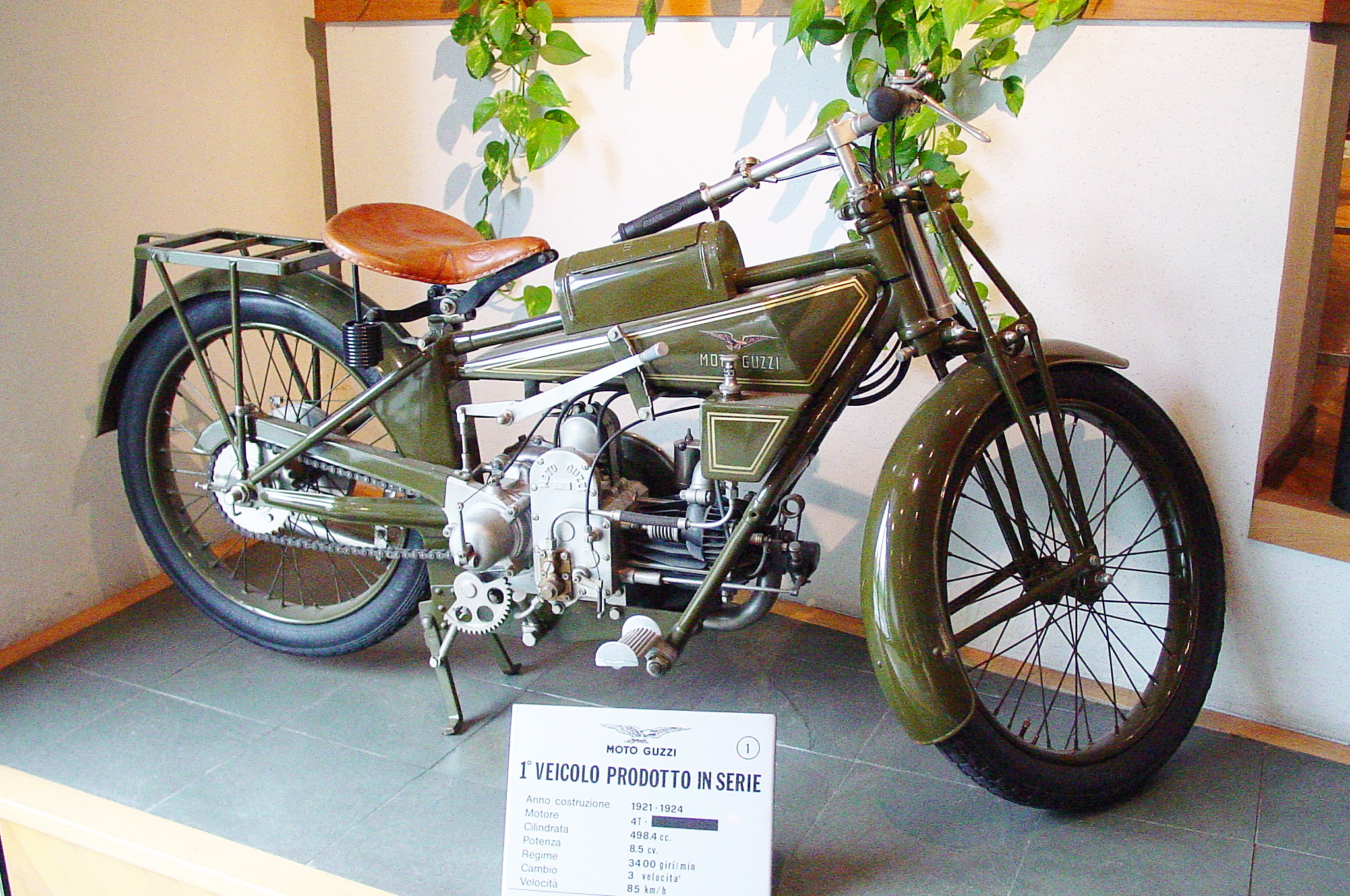
Een Normale van ná 1921, getuige de oliepomp die rechts op het carter zit.

De Moto Guzzi Normale was de eerste motorfiets van het merk Moto Guzzi die in serie geproduceerd werd.

## Voorgeschiedenis
Carlo Guzzi had al vóór de Eerste Wereldoorlog het concept voor zijn eerste motorfiets op papier gezet. Deze machine moest de goede eigenschappen van verschillende merken en typen in één motorfiets verenigen. Carlo werd echter als vliegtuigmonteur ingelijfd bij de Italiaanse luchtmacht, waardoor hij zijn plannen voorlopig niet kon uitvoeren. Het voordeel was echter dat hij meer kennis opdeed omtrent de techniek van vliegtuigmotoren én dat hij Giorgio Parodi leerde kennen. Diens vader was enthousiast genoeg om te investeren in het eerste prototype en later zou hij zelfs (een deel van) het oprichtingskapitaal betalen. Het prototype had nog de letters "G-P" op de tank staan, afgeleid van Guzzi en Parodi. Giorgio Parodi was echter bang dat dit verward zou worden met zijn eigen initialen, en ook vond hij dat alle eer moest toekomen aan Carlo Guzzi. Daarom werd de naam in 1921 veranderd in "Moto Guzzi". Ook werd de adelaar van de Italiaanse luchtmacht in het beeldmerk opgenomen, als eerbetoon aan de ex-coureur Giovanni Ravelli, die net als Parodi piloot was en deel had uitgemaakt van hun vriendengroep. Ravelli was vlak vóór de oprichting van het bedrijf, in 1919, neergestort en overleden. Het prototype was al vóór de oorlog getekend door Carlo Guzzi met hulp van de meest technische man in het dorp Mandello-Tonzanico, de dorpssmid Giorgio Ripamonti. Carlo Guzzi stelde er een aantal eisen aan, die hij (nog) niet allemaal kon verwezenlijken. Daarbij hoorden een behoorlijk veersysteem, een verbeterd smeersysteem, een verbeterde primaire aandrijving, een verbeterd remsysteem en bovenal een grotere betrouwbaarheid. Het ontwerp was zeker vernieuwend. Na de wapenstilstand van 1918 keerde Guzzi terug naar Mandello en hij verbeterde zijn prototype samen met Giorgio Ripamonti. Hij kon nu technieken uit de vliegtuigindustrie toepassen, zoals de haarspeldveren voor de kleppen en de koningsasaandrijving van de nokkenas. Bovendien paste hij een dubbele ontsteking toe, zoals dat bij vliegtuigmotoren gebruikelijk was. Bij de indertijd nog zwakke magneetontstekingen en de grote boring van de cilinder was dat geen overbodige luxe.

## Normale
Toen in 1921 de productie van het eerste model, de Normale, opstartte, had Carlo Guzzi besloten een aantal van de nieuwe technieken van het prototype achterwege te laten. Ze waren weliswaar modern en beproefd in de vliegtuigmotoren, maar er waren nog een aantal kinderziekten te overwinnen. Bovendien zouden ze zijn eerste motorfiets te duur maken. Verlichting werd nog niet geleverd. Wie dat wilde kon tegen meerprijs een carbidlamp laten monteren. De Normale was weliswaar comfortabel om te berijden, maar zag er spartaans uit, omdat aan het uiterlijk van de machine minder aandacht was besteed dan aan het praktisch nut.

### Motor
Net als het GP Prototype had de Normale een blokmotor, waarbij motor en versnellingsbak een gezamenlijk carter en smeersysteem hadden. De kopklepmotor werd nog niet gebruikt. In plaats daarvan koos Guzzi voor een kop/zijklepmotor, maar ook hier week hij af van de gebaande paden. Normaal werd bij een dergelijke motor de kopklep als inlaatklep gebruikt en de zijklep als uitlaatklep. Maar de uitlaatklep had de meeste behoefte aan rijwindkoeling, en daarom paste hij bij zijn liggende motor deze klep als kopklep toe. Ze werd bediend door een stoterstang en een tuimelaar. De inlaatklep werd door een eenvoudige klepstoter aangestuurd. De gietijzeren cilinder had koelribben in de lengte, in verband met de horizontale plaatsing. De zuiger had vier zuigerveren, aangevuld met nog eens twee olieschraapveren. Daardoor kon het olieverbruik binnen de perken blijven. In eerste instantie was weliswaar total loss smering met een handpomp toegepast, maar in elk geval kon na het pompen ca. 70 km worden gereden. Op één liter olie was dat ongeveer 350 km. De motor had ook een kleine oliepan, waardoor ook spatsmering was toegepast. Door de draairichting van de motor (achterstevoren) gooide de krukas de olie omhoog tegen de bovenkant van de cilinder in plaats van rechtstreeks terug in de oliepan. De zwaartekracht zorgde voor de smering van de rest van de cilinderwand. Vanaf 1922 kreeg de machine een terugvoerpomp, die rechts op het carter zat en de olie uit het carter terug voerde naar de olietank, die vlak onder de brandstoftank in de rijwind zat. Daardoor was nu een automatisch dry-sumpsysteem ontstaan, afgeleid van de race-ervaringen én de opmerkingen van de eerste klanten, die het total loss systeem met zijn handpomp lastig vonden. De oliepomp kon 60 liter per uur leveren, waardoor zowel de smering als de koeling van de olie gegarandeerd was. De brandstofvoorziening gebeurde door een Amac-semiautomatische schuifcarburateur en op het stuur zaten manettes voor het gas en de choke. De dubbele ontsteking bleek niet echt nodig maar werd van 1922 tot 1925 nog als optie geleverd.

### Aandrijflijn
De aandrijflijn week niet af van die van het prototype. Ze bestond dus uit een primaire aandrijving met tandwielen, een meervoudige natte platenkoppeling, een drieversnellingsbak en een ketting naar het achterwiel.

### Rijwielgedeelte
Het frame leek op dat van het prototype, maar was nu uit één stuk gelast en het dragende achterspatbord was vervangen door een stuk plaatstaal tussen het zadel en het onderframe. Het achterwiel was gemonteerd met een steekas die vanaf rechts kon worden uitgenomen. Een voorrem was er nog steeds niet, maar de achterrem was nu een duplexrem met twee remnokken, waarvan er één door het rempedaal werd aangestuurd en de andere met de handremhendel.

## Technische gegevens
| Moto Guzzi             | Normale                                                                          |
| ---------------------- | -------------------------------------------------------------------------------- |
| Periode                | 1921-1924                                                                        |
| Productieaantal        | 2.065                                                                            |
| Categorie              | toermodel                                                                        |
| Motortype              | Kop/zijklep                                                                      |
| Bouwwijze              | dwarsgeplaatste liggende eencilinder                                             |
| Cilinder               | Gietijzer                                                                        |
| Cilinderkop            | Gietijzer                                                                        |
| Klepopstelling         | inlaat 1 zijklep, uitlaat 1 kopklep                                              |
| Klepbediening          | inlaat klepstoter, uitlaat stoterstang/tuimelaar                                 |
| Carburateur            | Amac 15 PSI                                                                      |
| Ontsteking             | Bosch dubbele magneetontsteking, vanaf 1922: Bosch ZE 1 enkele magneetontsteking |
| boring                 | 88 mm                                                                            |
| slag                   | 82 mm                                                                            |
| Cilinderinhoud         | 498,4 cc                                                                         |
| Smeersysteem           | Total loss, vanaf 1922: Dry-sump                                                 |
| Compressieverhouding   | 3,5:1, vanaf 1922: 4,7:1                                                         |
| Max. Vermogen          | ca. 8 pk bij 3.200 tpm, vanaf 1922: 8,5 pk bij 3.400 tpm                         |
| Topsnelheid            | 85 km/h                                                                          |
| Primaire aandrijving   | tandwielen                                                                       |
| Koppeling              | meervoudige natte platenkoppeling                                                |
| Versnellingen          | 3 handgeschakeld                                                                 |
| Secundaire aandrijving | ketting                                                                          |
| frame                  | Dubbel wiegframe                                                                 |
| Wielbasis              | 1380 mm                                                                          |
| Vering vóór            | Girder                                                                           |
| Vering achter          | Star                                                                             |
| Wielen                 | 26 x 2½ inch                                                                     |
| Banden                 | 26" x 3.00                                                                       |
| Rem(men)               | Duplexrem achter                                                                 |
| Gewicht                | 130 kg                                                                           |
| Tankinhoud             | 10 liter                                                                         |
| Voorganger             | GP prototype                                                                     |
| Opvolger               | Sport                                                                            |